# 잭과 팡
《잭과 팡》(영어: Zack & Quack; 히브리어: זאק וקוואק)은 2014년에 제작, 방영된 3D 팝업 애니메이션이다. 미취학 아동을 타겟으로 TV 시리즈로 연재되었으며, 프랑스와 영국의 조디악 미디어(Zodiak Media), 한국의 하이원 엔터테인먼트, 이스라엘의 QQD가 협업해서 제작했다.